# Neuhalde Schwarzer Streifenfarn
Das Gebiet Neuhalde Schwarzer Streifenfarn ist ein flächenhaftes Naturdenkmal auf dem Gebiet der Stadt Tübingen im Landkreis Tübingen in Baden-Württemberg.

## Kenndaten
Das Naturdenkmal wurde mit Verordnung vom 31. Oktober 1984 unter dem Namen Neuhalde Schwarzer Streifenfarn ausgewiesen.

## Lage und Beschreibung
Das Naturdenkmal liegt im Norden von Tübingen. Es handelt sich um einen nach Süden geneigten ehemaligen Weinberg. Die Weinbergmauern sind Wuchsgebiete
des Schwarzstieliger Streifenfarns, der in Baden-Württemberg vom Aussterben bedroht ist. Es überlagert sich mit dem Biotop 
Glatthaferwiese im Gewann Neuhalde NW Tübingen mit der Biotopnummer 374204160506 sowie mit dem Biotop Trockenmauern in der Neuhalde mit der
Biotopnummer 174204161801. Das Naturdenkmal liegt im FFH-Gebiet Neckar und Seitentäler bei Rottenburg.

## Flora und Fauna
Laut Biotopkartierung kommen die folgenden Arten im Gebiet vor: 
Gewöhnlicher Glatthafer, Schwarzstieliger Streifenfarn, Fieder-Zwenke, Aufrechte Trespe, Blaugrüne Segge, Skabiosen-Flockenblume, Echtes Tausendgüldenkraut,
Zimbelkraut, Raue Nelke, Echter Wurmfarn, Weißes Labkraut, Kletten-Labkraut, Pyrenäen-Storchschnabel, Gemeiner Efeu, Große Fetthenne,
Echtes Johanniskraut, Dürrwurz, Rote Heckenkirsche, Weißer Steinklee, Oregano, Gewöhnliches Bitterkraut, Gemeine Schafgarbe, Kriechender Günsel,
Gewöhnliches Ruchgras, Gänseblümchen, Bleiche Segge, Wiesen-Flockenblume, Herbstzeitlose, Gewöhnliches Knäuelgras, Wilde Möhre, Warzen-Wolfsmilch,
Wiesen-Schwingel, Wald-Erdbeere, Weißes Labkraut, Bach-Nelkenwurz, Flaumiger Wiesenhafer, Wolliges Honiggras, Acker-Witwenblume, Steifhaariger Löwenzahn,
Fettwiesen-Margerite, Gewöhnlicher Hornklee, Feld-Hainsimse, Hopfenklee, Spitzwegerich, Wiesen-Rispengras, Frühlings-Fingerkraut, Echte Schlüsselblume,
Knolliger Hahnenfuß, Zottiger Klappertopf, Wiesen-Sauerampfer, Wiesensalbei, Mittlerer Klee, Wiesenklee, Wiesen-Goldhafer, Gamander-Ehrenpreis,
Zaun-Wicke.